# Ortaköy (Mut)
Ortaköy is een nederzetting in het plattelandsdistrict Mut in de Turkse provincie Mersin. De bevolking bestaat voornamelijk uit Abdal-Alevieten.

## Geschiedenis
Ortaköy (voorheen bekend als Kıpti/Orta Viran) is een van de dorpen die in de laatste jaren van het Ottomaanse Rijk werden gesticht.
Volgens het rapport van 2 december 1913 aan de Ottomaanse regering over de bestuurlijke structuur van Mut, behoorde Ortaköy tot het centrale district van Mut. In dat rapport werd het aangeduid als "Kıpti" en had het 24 huishoudens en 160 inwoners: 73 vrouwen, 87 mannen.
De dorpelingen zijn van Abdal-oorsprong; deze bevolkingsgroep migreerde in de middeleeuwen vanuit Khorasan naar Anatolië en beoefende vaak reizende beroepen zoals muzikant, handelaar of rondtrekkend ambachtsman.

## Bevolking
| Gegevens over de bevolking per jaar | Gegevens over de bevolking per jaar |
| ----------------------------------- | ----------------------------------- |
| 1913                                | 160                                 |
| 1935                                | 71                                  |
| 1940                                | 147                                 |
| 1950                                | 71                                  |
| 1970                                | 127                                 |
| 1975                                | 218                                 |
| 1980                                | 263                                 |
| 1985                                | 287                                 |
| 1990                                | 276                                 |
| 1997                                | 180                                 |
| 2000                                | 198                                 |
| 2007                                | 193                                 |
| 2022                                | 227                                 |
| 2023                                | 215                                 |

De bevolkingstellingen gaven sterk wisselde resultaten in de periode van Ataturk tot na de Tweede Wereldoorlog. In 1935 werden er 71 inwoners geteld, maar in 1940 ruim twee keer zo veel: 147. In 1950 opnieuw 71, maar in 1975 kwam de telling uit op 218. Het hoogste bevolkingscijfer was 287 in 1985.

## Geografie
De nederzetting ligt in een vlak gebied aan de hoofdweg D.715, op 163 kilometer van het centrum van Mersin en drie kilometer ten noorden van de hoofdplaats Mut. De witgekalkte huizen van Ortaköy zijn geclusterd op de vlakte aan de voet van een kleine heuvel rechts van de snelweg. Tussen de huizen staan fruitbomen zoals vijgen, pruimen, granaatappels en moerbeien. De kleine heuvel ten noorden van het dorp is bijna helemaal kaal, op een paar struiken na. Op de heuvels aan de zuidkant groeien spaarzaam pijnbomen en struiken. 